# Amazon Labor Union
Pour des articles plus généraux, voir Amazon et Critiques d'Amazon.
L'Amazon Labor Union (ALU) est un mouvement ouvrier et un syndicat professionnel indépendant américain spécifique aux salariés de l'entreprise de commerce en ligne Amazon, créé le 20 avril 2021. Un an plus tard, le 1er avril 2022, les ouvriers de l'entrepôt d'Amazon de Staten Island (New York) nommé JFK8, soutenus par l'ALU, sont devenus les premiers travailleurs syndiqués d'Amazon reconnus par le National Labor Relations Board, l’agence gouvernementale de l’inspection du travail chargée de conduire les élections syndicales. Ce mouvement, qualifié d'historique, est soutenu publiquement par Joe Biden, alors président des États-Unis.

## Premiers combats

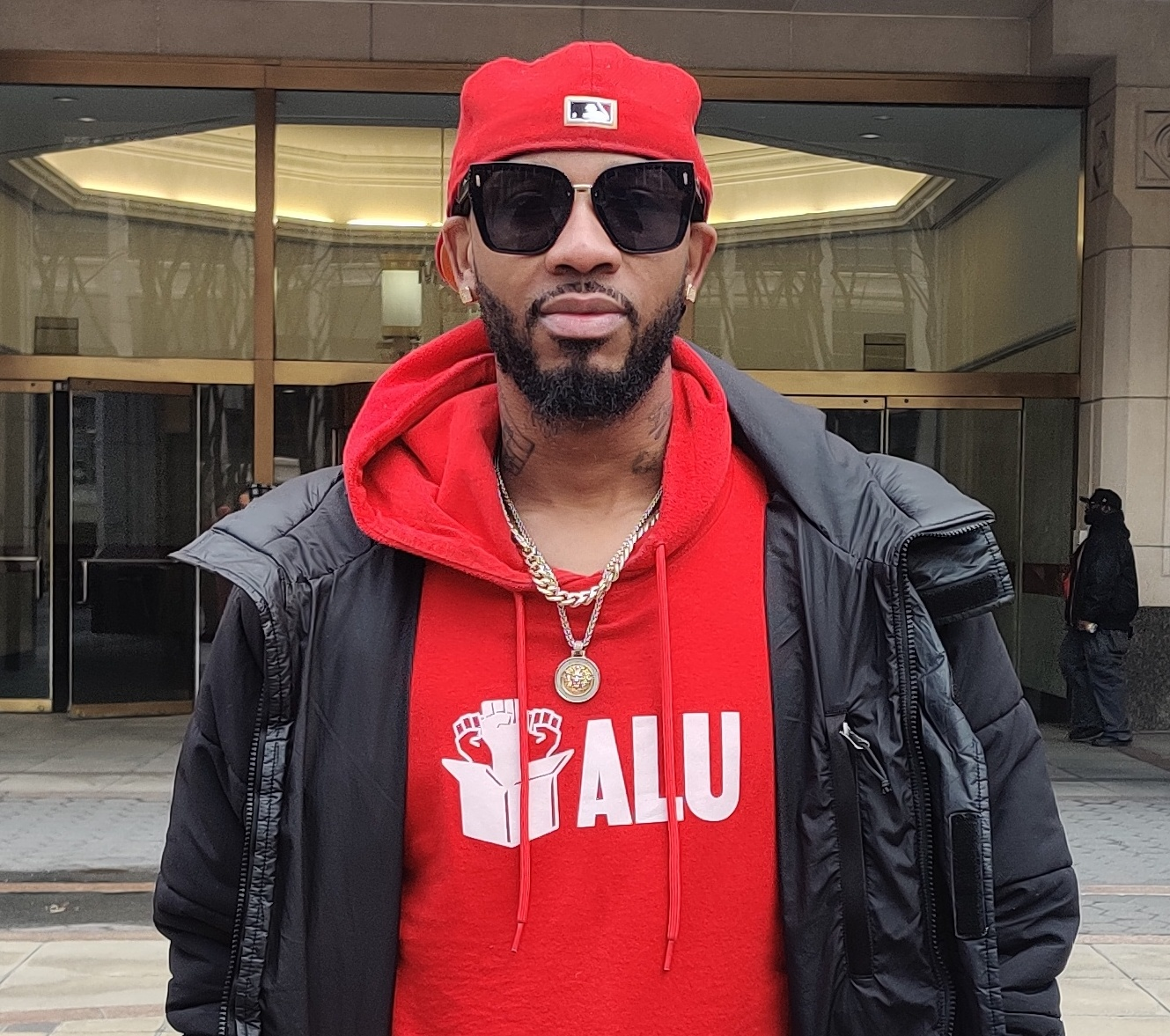
Chris Smalls, président de l'Amazon Labor Union.

De 2015 à début 2020, Chris Smalls est un employé de l’un des quatre entrepôts d'Amazon de New York nommé JFK8. Situé dans le quartier de Staten Island, ce centre de traitement de commande est économiquement très important pour l'entreprise car la ville représente un chiffre d'affaires considérable. En mars 2020, Chris Smalls est licencié pour avoir organisé une journée de débrayage afin de protester contre la gestion par Amazon de la pandémie COVID-19. Dans une note interne diffusée par mégarde à plus d’un millier de personnes, le directeur juridique d’Amazon le décrit comme « ni intelligent, ni éloquent » conseillant de faire de lui le « visage » du mouvement afin de mieux le saper,. Cependant, ce licenciement est largement critiqué par les représentants du gouvernement ; ce qui incite Chris Smalls et son ami Derrick Palmer à former un groupe de militants nommé The Congress of Essential Workers et à mener un certain nombre d'actions. Dans ce tandem entre les deux amis, Chris Smalls est l'orateur, D. Palmer le méthodique,,,. Ils contribuent ainsi à l'organisation de grèves d'une journée dans d'autres grandes entreprises aux salariés essentiels comme Walmart et Target Corporation en Californie, à New York et dans le New Jersey.
Le personnel d'Amazon affiche alors un fort taux de rotation de 150 %, les salariés étant usés jusqu’à la corde, rapidement licenciés et dépossédés de leurs avantages sociaux. De plus, Amazon est connu pour être particulièrement agressif et méprisant à l'égard de toute forme de revendication et de syndicalisme.
S'inspirant de la campagne syndicale de l'entrepôt de Bessemer en 2020 en Alabama, et tirant les leçons de leurs échecs, Chris Smalls souhaite avant tout « penser à une syndicalisation à la mode du XXIe siècle en construisant d'abord la solidarité chez les travailleurs. »,. Le syndicat Amazon Labor Union est fondé le 20 avril 2021 et son objectif premier est de représenter les 5 000 salariés du centre de tri JFK8 en étant reconnus officiellement par le National Labor Relations Board (NLRB). Chris Smalls et D. Palmer mettent en place en 2021 une campagne de financement participatif qui récolte 120 000 dollars. Elle leur permet essentiellement une présence quasi ininterrompue devant les entrepôts de JFK8 d'avril 2021 à mars 2022. Cette somme est à mettre en relation avec les 4,3 millions de dollars dépensés par Amazon durant l'année 2021, uniquement pour consulter des spécialistes de la lutte antisyndicale à travers le pays.

## Reconnaissance officielle

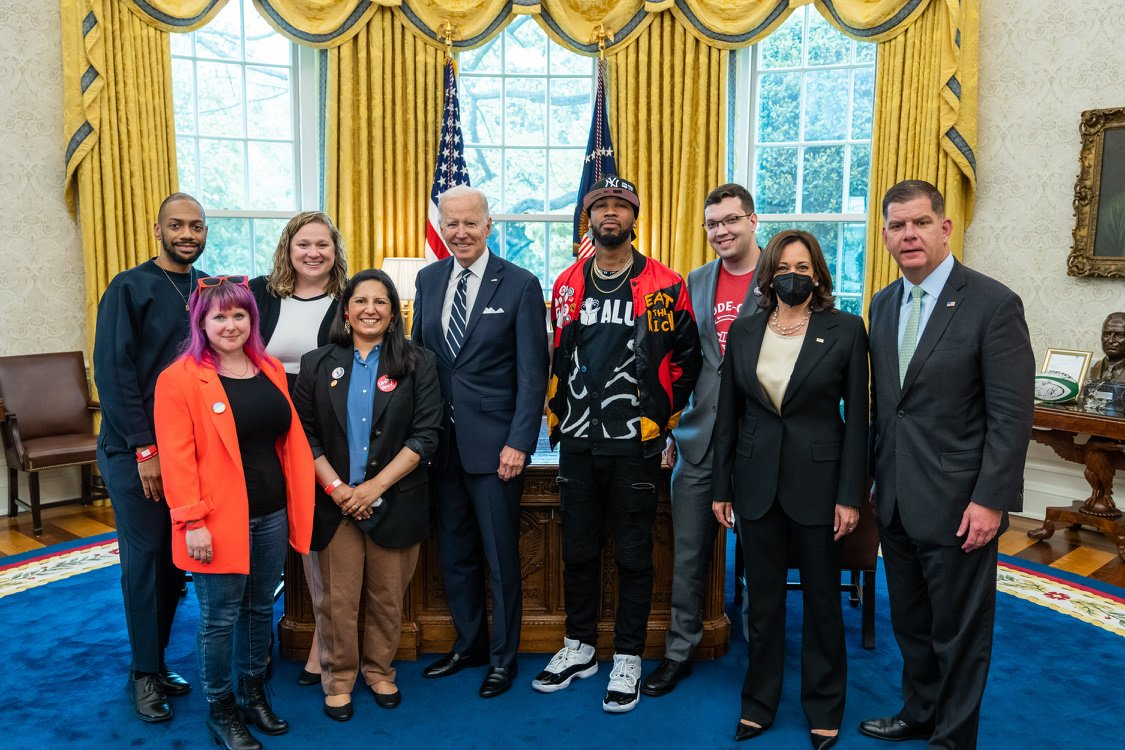
Afin d'afficher publiquement son soutien aux mouvements syndicalistes, le président américain Joe Biden reçoit en mai 2022 les membres du bureau de l'ALU et d'autres syndicats.

Fin 2021, une première tentative d’officialisation du syndicat échoue, la pétition faisant office de demande ayant été rejetée par le NLRB. Mais en décembre, une décision de justice autorise le personnel à utiliser les locaux de l’entreprise après son service pour organiser son action syndicale. En représailles, C. Smalls est arrêté en février 2022 dans ces mêmes locaux, l'entreprise suit les syndicalistes à la trace sur les réseaux sociaux et bombarde les salariés de messages. La campagne visant à décider de l'officialisation du syndicat se met tout de même en place en mars et, le 1er avril 2022, malgré une forte mobilisation de la part d'Amazon pour le « non », le « oui » l'emporte à 2 654 voix contre 2 131,. À l'annonce du résultat, Amazon soumet une objection au NLRB, demandant une nouvelle élection. Selon un extrait de la plainte, l'entreprise a affirmé que des membres du syndicat ont « intimidé des employés, enregistré des électeurs dans le lieu de vote et distribué de la marijuana aux employés en échange de leur soutien ».
Il s'agit de la première mobilisation syndicale d’un entrepôt Amazon aux États-Unis et d'« une des victoires syndicales les plus marquantes depuis une génération » voire « depuis les années 1930 ». Le président Joe Biden a félicité le syndicat, son attaché de presse Jen Psaki déclarant qu'il est « heureux de voir les travailleurs s'assurer que leur voix est entendue » et qu'il « croit fermement que chaque travailleur dans chaque État doit avoir le choix libre et équitable de rejoindre un syndicat ».
Ce vote témoigne également de la prise de conscience des salariés et de leur montée en puissance au sein des entreprises américaines. D'ailleurs, en réponse à cette victoire, plus de 50 entrepôts d'Amazon ont contacté l'ALU pour tenter d'organiser leur propre lieu  de travail, les demandes d'aide provenant du Canada, de l'Inde, de l'Afrique du Sud et du Royaume-Uni. Le 2 mars 2022, le NLRB a approuvé une élection dans le deuxième des quatre entrepôts de New York, LDJ5, qui se solde deux mois plus tard par un échec avec 618 votes contre la création d'une antenne syndicale et 380 « pour » sur 1600 employés inscrits.